# Villars-le-Comte
Villars-le-Comte är en ort och  kommun  i distriktet Broye-Vully i kantonen Vaud, Schweiz. Kommunen har 135 invånare (2023).